# Brume de guerre
Pour plus de détails, voir Fiche technique et Distribution.
Brume de guerre (The Fog of War: Eleven Lessons from the Life of Robert S. McNamara) est un film documentaire réalisé par Errol Morris en 2003, dans lequel l'ancien secrétaire d'État à la Défense Robert McNamara revient sur sa carrière (étude à Berkeley puis Harvard, et PDG de Ford) et sur ses responsabilités d'homme d'État de 1962 à 1967.

## Synopsis
Sont principalement évoqués son rôle pendant la Seconde Guerre mondiale, l'accession au pouvoir du président Kennedy puis la crise des missiles de Cuba, et le déploiement de l'armée américaine au Vietnam.

## Fiche technique
- Titre français : Brume de guerre[2]
- Titre original : The Fog of War: Eleven Lessons from the Life of Robert S. McNamara
- Réalisation : Errol Morris
- Musique : Philip Glass
- Photographie : Robert Chappell et Peter Donahue
- Montage : Doug Abel, Chyld King et Karen Schmeer
- Production : Julie Ahlberg, Errol Morris et Michael Williams
- Société de production : RadicalMedia, SenArt Films et The Globe Department Store
- Société de distribution : Columbia TriStar Films (France) et Sony Pictures Classics (États-Unis)
- Pays :  États-Unis
- Genre : Documentaire
- Durée : 107 minutes
- Dates de sortie : 
  - États-Unis : 19 décembre 2003
  - France : 14 janvier 2004

## Récompense
Les infirmations contenues dans cette section peuvent être confirmer par MUBI. 
- 2004 :Oscar du meilleur film documentaire.
  - Academy Award for Best Documentary Feature
  - Independent Spirit Award for Best Documentary Feature
  - Sélection officielle Festival du Film de Cannes

## Les leçons

### Onze leçons du documentaire
Ce découpage en "leçons" a été réalisé par Morris, et non par Robert McNamara lui-même.

#### Leçonno1: Ayez de l'empathie avec votre ennemi.
McNamara dit plusieurs fois dans le documentaire "Ayez de l'empathie avec votre ennemi". Il lie cet enseignement à la Crise des missiles de Cuba, lorsque lui et Kennedy tentaient d'empêcher les États-Unis de faire la guerre mais que le Général Curtis LeMay voulait envahir Cuba. Kennedy avait constaté l'obsession de LeMay pour les armes nucléaires en se penchant sur le problème du Laos en 1961. Kennedy reçu deux messages de Nikita Khroutchev pendant la crise des missiles de Cuba. McNamara les appelle le "message dur" et le "message doux". McNamara distinguait ces deux messages en ce que le premier message était informel, alors que le deuxième message était officiel et diffusé dans le monde entier. McNamara dit que le premier message donnait l'impression de provenir "d'un homme ivre ou très extrêmement stressé". Le premier message, le "message doux", disait que si les États-Unis garantissaient qu'ils n'envahiraient pas Cuba alors Cuba enlèverait les missiles. Le "message dur" disait "si vous [les États-Unis] attaquez, nous [Cuba] sommes prêts à un affrontement militaire massif avec vous". Llewellyn Thompson, ancien ambassadeur US à Moscou, pressait Kennedy de répondre au message doux. Connaissant Khroutchev personnellement, Thompson pensait que Khroutchev voulait juste pouvoir dire à Cuba qu'il avait arrêté une invasion des États-Unis. Bien que Kennedy n'ait pas été d'accord avec Thompson au début, c'est ce qu'il fit ensuite.

#### Leçonno2: Être rationnels ne suffira pas à nous sauver.
Dans le documentaire, McNamara souligne que c'est la chance qui a empêché la guerre nucléaire. Les individus rationnels, comme Kennedy, Khroutchev, et Castro, sont arrivés à deux doigts de provoquer une destruction d'ampleur nationale. McNamara dit que la possibilité d'une destruction nucléaire existe toujours aujourd'hui.

#### Leçonno3: Il existe quelque chose au-delà de nous-mêmes.
Cette leçon est utilisée pour décrire la vie privée de McNamara. Il dit "il existe quelque chose d'autre, au-delà de nous-mêmes, une responsabilité envers la société". Pendant ce passage du documentaire, McNamara parle de l'époque où il a commencé à courtiser sa femme, Margaret Craig, et a eu un enfant. Alors la guerre est arrivée. McNamara a alors été promu plus jeune professeur assistant de Harvard.

#### Leçonno4: Maximiser l'efficacité
Dans cet exemple, McNamara revient au moment où il a quitté la Huitième Air Force et été affecté au premier 58th Bomb Wing à voler sur B-29. On pensait que les B-29 avaient un pouvoir de destruction plus effectif et efficace. McNamara avait pour mission d'analyser les opérations de bombardement, et comment les rendre plus efficaces.

#### Leçonno5: La proportionnalité doit être une ligne directrice dans la guerre.
Dans cet exemple, McNamara parle du degré de destruction des villes au Japon par les États-Unis. McNamara compare les villes détruites au Japon aux villes des États-Unis avant le largage de la bombe nucléaire. Tokyo, environ la taille de New York, détruite à 51 % ; Toyama, la taille de Chattanooga, détruite à 99 % ; Nagoya, la taille de Los Angeles, détruite à 40 % ; Osaka, la taille de Chicago, détruite à 35 %. McNamara compare la proportionnalité atteinte dans la guerre contre le Japon à une immoralité.

#### Leçonno6: Obtenir des données.
McNamara a travaillé chez Ford à un poste de direction, où il a mené des études sur la démographie des acheteurs dans les rapports d'accidents pour rendre les voitures plus sûres. Il a plus tard été promu président de Ford, et a été le premier non membre de la famille à ce poste. Pourtant, il est parti 5 mois plus tard pour un poste que lui proposait John F. Kennedy. Kennedy lui avait proposé le poste de Secrétaire du Trésor qu'il a refusé, et il a accepté ultérieurement le poste de Secrétaire de la Défense.

#### Leçonno7: Ce que nous croyons et voyons sont deux choses souvent fausses.
McNamara lie cette leçon 7 à l'incident du golfe du Tonkin. "Nous voyons ce que nous voulons voir".

#### Leçonno8: Être prêt à revoir son raisonnement.
McNamara croyait que, bien que les États-Unis soient la nation la plus puissante du monde, elle ne devrait jamais utiliser cette puissance de façon unilatérale. "Si nous ne pouvons pas convaincre d'autres nations aux valeurs comparables de la justesse de notre position, nous ferions mieux de réexaminer nos arguments."

#### Leçonno9: Pour être dans le Bien, on peut avoir besoin de s'engager dans le Mal.
"Reconnaître qu'il nous faut parfois faire le Mal, mais le moins possible."

#### Leçonno10: Ne jamais dire jamais.
McNamara développe son opinion sur le fait que la responsabilité de la Guerre du Vietnam revient au président, et que la situation n'aurait pas été aussi mauvaise si JFK avait vécu.

#### Leçonno11: Vous ne pouvez pas changer la nature humaine.
McNamara parle du "brouillard de la guerre" en le comparant à l'esprit humain et comment ce dernier ne peut pas le comprendre totalement.

### Dix leçons supplémentaires de R.S. McNamara
Ces sujets ont été sélectionnés par McNamara en complément du documentaire ; ils sont dans les bonus du DVD.
1. L'espèce humaine n'éradiquera pas la guerre au cours de ce siècle, mais nous pouvons diminuer la brutalité de la guerre - le nombre de morts - en adhérant aux principes d'une "Guerre Juste", en particulier au principe de "proportionnalité".
2. Les différentes combinaisons de la faillibilité humaine et des armes nucléaires conduiront à la destruction de nations entières.
3. Nous [les États-Unis] sommes la nation la plus puissante du monde - économiquement, politiquement et militairement - et nous le resterons sans doute pour les décennies à venir. Mais nous ne sommes pas omniscients. Si nous ne pouvons pas convaincre d'autres nations avec des intérêts et des valeurs proches des mérites de l'usage de la force que nous proposons, nous devons pas agir unilatéralement en dehors du besoin peu probable de défendre directement le territoire continental des États-Unis, avec l'Alaska et Hawaii.
4. Les principes moraux sont souvent des guides obscurs en matière de politique étrangère et de politique de défense, mais nous pouvons certainement d'accord sur le fait que nous devons établir comme un objectif majeur de la politique étrangère des États-Unis, et en fait de la politique étrangère dans le monde : éviter au cours de ce siècle le carnage - 160 millions de morts - causé par les conflits au XXe siècle.
5. Nous, la nation la plus riche du monde, avons échoué dans notre responsabilité à aider nos propres pauvres et les défavorisés dans le monde à faire progresser leur qualité de vie de façon fondamentale dans les domaines de la nutrition, l'illettrisme, la santé et l'emploi.
6. Les dirigeants d'entreprises doivent reconnaître qu'il n'y a pas de contradiction entre un cœur tendre et un cœur dur. Bien sûr ils ont des responsabilités vis-à-vis des actionnaires, mais ils ont aussi des responsabilités vis-à-vis de leurs employés, de leurs clients et de la société dans son ensemble.
7. Le Président Kennedy croyait en une responsabilité de base d'un président - en fait, la responsabilité de base d'un président - celle d'éviter la guerre à son pays, tant que c'est possible.
8. La guerre est un mauvais instrument pour régler les disputes entre nations ou à l'intérieur des nations, et les sanctions économiques sont rarement efficaces. Donc, nous devons construire un système de jurisprudence basé sur la Cour Internationale - que les États-Unis ont refusé de soutenir - qui tiennent des individus comme responsables de crimes contre l'humanité.
9. Si nous voulons arriver à des résultats efficaces avec les terroristes autour du monde, nous devons développer un sens de l'empathie - je ne veux pas dire "sympathie", mais plutôt au sens de "comprendre" - pour contrer leurs attaques contre nous ou le Monde Occidental.
10. L'un des plus grands dangers auxquels nous faisons face actuellement est le risque que des terroristes réussissent à accéder à des armes de destruction massive en raison d'un effondrement du Pacte de Non-Prolifération. aux États-Unis nous sommes en train de contribuer à cet effondrement.

### Les onze leçons du Vietnam pour Robert McNamara
À partir du livre de 1995 de McNamara In Retrospect: The Tragedy and Lessons of Vietnam.
1. Nous avons mal évalué à l'époque - et encore depuis - les intentions géopolitiques de nos adversaires… et exagéré les dangers que leurs actions faisaient courir aux États-Unis.
2. Nous avons vu le peuple et les dirigeants du Sud Vietnam selon notre propre expérience… Nous nous sommes totalement trompés quand les forces politiques dans le pays.
3. Nous avons sous estimé la puissance du nationalisme comme motivation d'un peuple à combattre et mourir pour leurs valeurs et leurs croyances.
4. Nos erreurs de jugement sur nos alliés comme nos ennemis reflétaient notre profonde ignorance de l'histoire, la culture et la politique des gens de la région, et les personnalités et habitudes de leurs dirigeants.
5. Nous avons échoué à l'époque - et encore depuis - à reconnaître les limites de la doctrine, des forces et des équipements militaires modernes de haute technologie. Nous avons échoué tout autant à adapter nos tactiques militaires à la tâche de gagner les esprits et les cœurs des gens d'une culture totalement différente.
6. Nous avons échoué à amener le Congrès et le Peuple Américain à une discussion franche et complète et à débattre du pour et du contre d'un engagement militaire de grande échelle… avant de lancer l'action.
7. Une fois l'action engagée, et que des évènements imprévus nous ont écartés de son cours prévu… nous n'avons pas expliqué pleinement ce qui se produisait, et le pourquoi de ce que nous faisions.
8. Nous n'avons pas reconnu que ni notre peuple ni nos dirigeants ne sont omniscients. Que notre jugement de ce qui le meilleur intérêt d'un autre peuple et pays devait être mis à l'épreuve d'une discussion dans les échanges internationaux. Nous n'avions aucun droit Divin de modeler chaque nation à notre image ou selon notre choix.
9. Nous ne nous sommes pas tenus au principe que l'action  militaire des États-Unis… devrait être mise en œuvre qu'en coordination avec des forces multinationales soutenues pleinement (et pas seulement de façon cosmétique) par la communauté internationale.
10. Nous avons échoué à reconnaître que, dans les affaires internationales comme dans d'autres aspects de la vie, il peut y avoir des problèmes pour lesquels il n'existe pas de solution immédiate… Parfois, nous pouvons avoir à vivre dans un monde imparfait et désordonné.
11. À la base de nombres de ces erreurs se trouve notre échec à organiser les échelons supérieurs du pouvoir exécutif pour qu'ils s'adaptent efficacement à la palette extraordinairement complexe des questions militaires et politiques.

## Concept
En utilisant des séquences d'archives, des enregistrements de conversation du Cabinet des États-Unis, et une interview de Robert McNamara à 85 ans, The Fog of War décrit sa vie, depuis sa naissance pendant la Première Guerre Mondiale en se souvenant de l'époque où les troupes Américaines sont revenues d'Europe, à son travail comme officier militaire dans les Whiz Kids pendant la Deuxième Guerre Mondiale, puis comme président de la Ford Motor Company, puis comme Secrétaire de la Défense pour les présidents Kennedy et Johnson (y compris son implication dans la Crise des Missiles de Cuba et la Guerre du Vietnam).
Dans une intervention à l'Université de Californie Berkeley, Errol Morris a dit que son inspiration pour le documentaire était venue du livre de McNamara (avec James G. Blight), Wilson's Ghost: Reducing the Risk of Conflict, Killing, and Catastrophe in the 21st Century (2001). À l'origine Morris a contacté McNamara pour une interview spéciale d'une heure à la télévision. Cela fût renouvelé plusieurs fois et Morris décida d'en faire un film entier. Morris interviewa McNamara pendant environ vingt heures ; le documentaire de deux heures comprend onze "leçons" tirées de In Retrospect: The Tragedy and Lessons of Vietnam (1995).
Il postule, propose et discute ces leçons dans l'interview qui constitue The Fog of War. De plus, à l'Université de Californie Berkeley, McNamara était en désaccord avec les interprétations que Morris faisait dans The Fog of War ; pourtant, lors de la finalisation, McNamara a complété les onze leçons originales en y ajoutant dix leçons supplémentaires ; elles sont dans le DVD The Fog of War.
Lorsqu'on lui a demandé d'appliquer les onze leçons de In Retrospect à l'invasion de l'Irak par les États-Unis, McNamara refusa en expliquant que les ex-Secrétaires de la Défense ne doivent pas commenter la politique du Secrétaire de la Défense en exercice. Il suggéra que d'autres pourraient appliquer ces onze leçons à la guerre en Irak mais qu'il ne le ferait pas lui-même, en soulignant que ces leçons étaient sur la guerre en général et non  à une guerre en particulier.

## Œuvres de charité
Sony Pictures Classics a autorisé la tenue de projections limitées de The Fog of War au bénéfice du travail de Clear Path International avec les victimes de guerre au Vietnam.